# 100 найсмішніших американських фільмів за 100 років за версією AFI
Список «100 найсмішніших американських фільмів за 100 років за версією AFI» було оголошено 14 червня 2000. У номінації брало участь 500 фільмів, з яких було обрано 100.
| Місце | Назва фільму                                                  | Рік  |
| ----- | ------------------------------------------------------------- | ---- |
| 1     | У джазі тільки дівчата                                        | 1959 |
| 2     | Тутсі                                                         | 1982 |
| 3     | Др. Стрейнджлав або як я перестав бентежитися і полюбив бомбу | 1964 |
| 4     | Енні Голл                                                     | 1977 |
| 5     | Качиний суп                                                   | 1933 |
| 6     | Виблискуючі сідла                                             | 1974 |
| 7     | M*A*S*H                                                       | 1970 |
| 8     | Це сталося якось вночі                                        | 1934 |
| 9     | Випускник                                                     | 1967 |
| 10    | Аероплан!                                                     | 1980 |
| 11    | Продюсери                                                     | 1968 |
| 12    | Ніч в опері                                                   | 1935 |
| 13    | Молодий Франкенштейн                                          | 1974 |
| 14    | Виховання крихітки                                            | 1938 |
| 15    | Філадельфійська історія                                       | 1940 |
| 16    | Співаючи під дощем                                            | 1952 |
| 17    | Дивна парочка                                                 | 1968 |
| 18    | Генерал                                                       | 1927 |
| 19    | Його дівчина П'ятниця                                         | 1940 |
| 20    | Квартира                                                      | 1960 |
| 21    | Рибка на ім'я Ванда                                           | 1988 |
| 22    | Ребро Адама                                                   | 1949 |
| 23    | Коли Гаррі зустрів Саллі                                      | 1989 |
| 24    | Народжена вчора                                               | 1950 |
| 25    | Золота лихоманка                                              | 1925 |
| 26    | Бути там                                                      | 1979 |
| 27    | Дещо про Мері                                                 | 1998 |
| 28    | Мисливці на привидів                                          | 1984 |
| 29    | Це — Spinal Tap                                               | 1984 |
| 30    | Миш'як і старі мережива                                       | 1944 |
| 31    | Виховуючи Арізону                                             | 1987 |
| 32    | Тонка людина                                                  | 1934 |
| 33    | Нові часи                                                     | 1936 |
| 34    | День бабака                                                   | 1993 |
| 35    | Гарві                                                         | 1950 |
| 36    | Будинок тварин                                                | 1978 |
| 37    | Великий диктатор                                              | 1940 |
| 38    | Вогні великого міста                                          | 1931 |
| 39    | Мандри Саллівана                                              | 1941 |
| 40    | Цей божевільний, божевільний, божевільний, божевільний світ   | 1963 |
| 41    | У владі Місяця                                                | 1987 |
| 42    | Великий                                                       | 1988 |
| 43    | Американські графіті                                          | 1973 |
| 44    | Мій слуга Годфрі                                              | 1936 |
| 45    | Гарольд і Мод                                                 | 1971 |
| 46    | Манхеттен                                                     | 1979 |
| 47    | Шампунь                                                       | 1975 |
| 48    | Постріл у темряві                                             | 1964 |
| 49    | Бути чи не бути                                               | 1942 |
| 50    | Кет Баллу                                                     | 1965 |
| 51    | Сверблячка сьомого року                                       | 1955 |
| 52    | Ніночка                                                       | 1939 |
| 53    | Артур                                                         | 1981 |
| 54    | Чудо в Морганс-Крик                                           | 1944 |
| 55    | Леді Єва                                                      | 1941 |
| 56    | Еббот і Костелло зустрічають Франкенштейна                    | 1948 |
| 57    | Забігайлівка                                                  | 1982 |
| 58    | Це подарунок                                                  | 1934 |
| 59    | День на скачках                                               | 1937 |
| 60    | Топпер                                                        | 1937 |
| 61    | У чому справа, Док?                                           | 1972 |
| 62    | Шерлок-молодший                                               | 1924 |
| 63    | Поліцейський з Беверлі-Хіллз                                  | 1984 |
| 64    | Теленовини                                                    | 1987 |
| 65    | Кінне пір'я                                                   | 1932 |
| 66    | Хапай гроші і тікай                                           | 1969 |
| 67    | Місіс Даутфайр                                                | 1993 |
| 68    | Жахлива правда                                                | 1937 |
| 69    | Банани                                                        | 1971 |
| 70    | Містер Дідс переїжджає до міста                               | 1936 |
| 71    | Гольф-клуб                                                    | 1980 |
| 72    | Містер Блендінгз будує будинок своєї мрії                     | 1948 |
| 73    | Безглузда робота                                              | 1931 |
| 74    | З дев'яти до п'яти                                            | 1980 |
| 75    | Вона була неправа                                             | 1933 |
| 76    | Віктор/Вікторія                                               | 1982 |
| 77    | Палм-Бічська історія                                          | 1942 |
| 78    | Дорога в Марокко                                              | 1942 |
| 79    | Першокурсник                                                  | 1925 |
| 80    | Сплячий                                                       | 1973 |
| 81    | Навігатор                                                     | 1924 |
| 82    | Рядовий Бенджамін                                             | 1980 |
| 83    | Батько нареченої                                              | 1950 |
| 84    | Загублені в Америці                                           | 1985 |
| 85    | Обід о восьмій                                                | 1933 |
| 86    | Міські піжони                                                 | 1991 |
| 87    | Круті часи в «Ріджмонт Хай»                                   | 1982 |
| 88    | Бітлджус                                                      | 1988 |
| 89    | Тупиця                                                        | 1979 |
| 90    | Жінка року                                                    | 1942 |
| 91    | Розбиваються серця                                            | 1972 |
| 92    | Вогняна куля                                                  | 1941 |
| 93    | Фарґо                                                         | 1996 |
| 94    | Тітонька Мейм                                                 | 1958 |
| 95    | Срібна стріла                                                 | 1976 |
| 96    | Сини пустелі                                                  | 1933 |
| 97    | Даргемський бик                                               | 1988 |
| 98    | Придворний блазень                                            | 1956 |
| 99    | Божевільний професор                                          | 1996 |
| 100   | Доброго ранку, В'єтнам                                        | 1987 |

## Критерії
- Повнометражний ігровий фільм: фільм повинен бути зазвичай понад 60 хвилин.
- Американське кіно: фільм має бути англійською мовою зі значним творчим та/або фінансовим внеском із Сполучених Штатів.
- Спадщина: Сміх, що відгукується у часі, збагачуючи кінематографічну спадщину Америки і надихаючи митців і глядачів сьогодні.